# 現場代理人
現場代理人（げんばだいりにん）とは、工事請負契約の当事者（注文者から仕事を請負う「請負人」と請負人の仕事の結果に報酬を支払う「注文者」）のうち、「請負人」の契約履行に関する権限を授与されたものである。

## 概要
建設工事の請負人（受注者）が、契約内容の変更の承諾など請負人の契約の定めに基づく行為を、請負人に代わって現場代理人に意思表示（契約約款や仕様書の定めに基づく協議、承諾、通知、指示、請求、報告、申出、解除など）させるために権限を授与するときは、現場代理人へ授与する権限の範囲及び現場代理人の代理行為についての注文者の請負人に対する意見の申出の方法（代理人が請負人から与えられた権限の行使に関し、実行すべき事項を実行しないなど代理人として著しく不適当と認められる場合における注文者から請負人への措置請求の方法など）を、注文者へ書面（代理権授与通知書など）により通知しなければならない。（民法第99条から第118条まで、建設業法第19条の2第1項）

これについては、注文者と請負者が相互に交付する契約約款に予め代理人の権限と意見の申出方法が記載されている建設工事標準請負契約約款叉はこれに準拠した契約書を使用し、注文者への現場代理人の通知について簡略にしておくことが一般的である。
| 建設工事標準下請契約約款（抜粋） | 現場代理人の権限の考え方の例示 |
| --- | --- |
| （請負代金内訳書及び工程表） 1. 下請負人は設計図書に基づく請負代金内訳書、工事計画書及び工程表を作成し、契約締結後速やかに元請負人に提出して、その承認を受ける。 | （請負代金内訳書及び工程表） 1. 下請負人は設計図書に基づく請負代金内訳書、工事計画書及び工程表（現場代理人が署名または押印した施工計画書）を作成し、契約締結後速やかに元請負人に提出して、その承認を受ける。 |
| （関係事項の通知） 1. 下請負人は、元請負人に対して、この工事に関し、次の各号に掲げる事項をこの契約締結後遅滞なく書面をもって通知する。 1. 現場代理人及び主任技術者の氏名 2. 雇用管理責任者の氏名 3. 安全管理者の氏名 4. 工事現場において使用する一日当たり平均作業員数 5. 工事現場において使用する作業員に対する賃金支払の方法 6. その他元請負人が工事の適正な施工を確保するため必要と認めて指示する事項 2. 下請負人は、元請負人に対して、前項各号に掲げる事項について変更があったときは、遅滞なく書面をもってその旨を通知する。 | （関係事項の通知） 1. 下請負人は、元請負人に対して、この工事に関し、次の各号に掲げる事項をこの契約締結後遅滞なく現場代理人の署名または押印した書面をもって通知する。 1. 現場代理人及び主任技術者の氏名 2. 雇用管理責任者の氏名 3. 安全管理者の氏名 4. 工事現場において使用する一日当たり平均作業員数 5. 工事現場において使用する作業員に対する賃金支払の方法 6. その他元請負人が工事の適正な施工を確保するため必要と認めて指示する事項 2. 下請負人は、元請負人に対して、前項各号に掲げる事項について変更があったときは、遅滞なく現場代理人の署名または押印した書面をもってその旨を通知する。 |
| （条件変更等） 1. 下請負人は、工事の施工に当たり、次の各号のいずれかに該当する事実を発見したときは、直ちに書面をもってその旨を監督員に通知し、その確認を求める。 1. 設計図書と工事現場の状態とが一致しないこと。 2. 設計図書の表示が明確でないこと（図面と仕様書が交互符合しないこと及び設計図書に誤謬又は脱漏があることを含む。）。 3. 工事現場の地質、湧水等の状態、施工上の制約等設計図書に示された自然的又は人為的な施工条件が実際と相違すること。 4. 設計図書で明示されていない施工条件について予期することのできない特別の状態が生じたこと。 2. 監督員は、前項の確認を求められたとき又は自ら同項各号に掲げる事実を発見したときは、直ちに調査を行い、その結果（これに対してとるべき措置を指示する必要があるときは、その指示を含む。）を書面をもって下請負人に通知する。 3. 第1項各号に掲げる事実が元請負人と下請負人との間において確認された場合において、必要があると認められるときは、設計図書を訂正し、又は工事内容、工期若しくは請負代金額を変更する。この場合において、工期又は請負代金額の変更については、元請負人と下請負人とが協議して定める。 | （条件変更等） 1. 下請負人は、工事の施工に当たり、次の各号のいずれかに該当する事実を発見したときは、直ちに現場代理人の署名または押印した書面をもってその旨を監督員に通知し、その確認を求める。 1. 設計図書と工事現場の状態とが一致しないこと。 2. 設計図書の表示が明確でないこと（図面と仕様書が交互符合しないこと及び設計図書に誤謬又は脱漏があることを含む。）。 3. 工事現場の地質、湧水等の状態、施工上の制約等設計図書に示された自然的又は人為的な施工条件が実際と相違すること。 4. 設計図書で明示されていない施工条件について予期することのできない特別の状態が生じたこと。 2. 監督員は、前項の確認を求められたとき又は自ら同項各号に掲げる事実を発見したときは、直ちに調査を行い、その結果（これに対してとるべき措置を指示する必要があるときは、その指示を含む。）を署名または押印した書面をもって下請負人又は下請負人の現場代理人に通知する。 3. 第1項各号に掲げる事実が元請負人と下請負人又は下請負人の現場代理人との間において確認された場合において、必要があると認められるときは、設計図書を訂正し、又は工事内容、工期若しくは請負代金額を変更する。この場合において、工期又は請負代金額の変更については、元請負人と下請負人又は下請負人の現場代理人とが署名または押印した書面により協議して定める。 |

なお、現場代理人は、上記のとおり注文者との請負契約における請負人（受注者）の代理人であるため、下請負人との請負契約など注文者としての立場での事業主の代理人（建設業法第19条の2第2項の「監督員」（建築士法の工事監理は、建築工事に限る。））の権限や官公署への手続きなど注文者との契約に関わりのない行為に関する権限及び自社の作業中の労働者を直接指導又は監督する行為（職長、作業主任者の職務）は、現場代理人の権限には含まれていない。
また、現場代理人の選任は請負人の判断によるもので法令による定めはなく、注文者との契約により強制されない限り、必ずしも選任をしなければならないものではない。但し、この場合における現場代理人の権限は、請負人本人が行使する。

## 現場代理人に必要な資格等
現場代理人には、請負人に代わり代理行為を行使するための能力は必要とせず（民法第102条）、代理権の範囲内の現場代理人の行為の効果は、本人に帰属するため（民法第99条）、無権代理に該当する行為や違法行為を除き、現場代理人が責任を負う事はない。

なお、現場代理人は、請負人の代理人であるため、請負人本人である代表権を有する取締役や事業主などの選任は適当ではない。

### 契約の定めによるもの
建設工事標準請負契約約款や個別の入札条件等によって、工事現場に常駐し、その運営、取締り、請負人と代理人との雇用関係について定めるものがある。（以下の職務内容、義務、責任については、現場代理人が負うべきものとしての根拠となる定めはない。実際に携わる職務内容に応じ、資格要件や事業者責任等について考慮する必要がある。）
- 工事現場に常駐（当該工事を専任で担当し、工事現場に常に駐在していること。）すること。
- 工事現場の一切の事項を処理し、その責めを負う。（責任に関する事項は、現行の標準請負契約約款では削除されている。）
  - 工事現場の保安、火災予防、風紀衛生の維持等（労働安全衛生法で定める事業者[7][8]等の責務、事業者の講ずべき措置等）の行為者。（労働安全衛生法で定める職長の職務）
    - 作業中の労働者[5]を直接指導又は監督すること。（労働安全衛生法で定める職長、作業主任者、その他現場監督者の職務）
- 工事現場の運営、取締りを行うこと。
  - 工事の施工上必要とされる労務管理、工程管理、安全管理その他の管理行為。（労働安全衛生法で定める職長のとしての職務）
- 請負人との直接的かつ恒常的な雇用関係（期間の定めがない雇用関係）を有すること。

## その他

### 施工体制台帳・再下請負通知書（記入例）
現場代理人の代理権の範囲及び現場代理人の代理行為についての注文者の請負人（受注者）に対する意見の申出の方法の記入について
- 請負人の法律行為、代理権の範囲及び意見の申出方法について契約約款に記載があり、かつ代理権の範囲等が契約約款記載のとおりである場合の記入例

権限・・・建設工事請負契約書第10条第1項記載のとおり
意見の申出方法・・・理由を明示した書面による（建設工事請負契約書第12条第1項記載のとおり（標準下請契約約款では第11条第1項））
- 契約約款に請負人の法律行為の記載はあるが、現場代理人の権限の範囲などの記載がないため、代理権授与通知書等により通知する場合の記入例

権限・・・代理権授与通知書記載のとおり
意見の申出方法・・・理由を明示した書面による（代理権授与通知書記載のとおり）

### 土木工事共通仕様書等における用語の定義（参考）
- 指示とは、契約図書の定めに基づき、監督職員が受注者に対し、工事の施工上必要な事項について書面により示し、実施させることをいう。
- 承諾とは、契約図書で明示した事項について、発注者若しくは監督職員または受注者が書面により同意することをいう。
- 協議とは、書面により契約図書の協議事項について、発注者または監督職員と受注者が対等の立場で合議し、結論を得ることをいう。
- 提出とは、監督職員が受注者に対し、または受注者が監督職員に対し工事に係わる書面またはその他の資料を説明し、差し出すことをいう。
- 提示とは、監督職員が受注者に対し、または受注者が監督職員または検査職員に対し工事に係わる書面またはその他の資料を示し、説明することをいう。[10]
- 報告とは、受注者が監督職員に対し、工事の状況または結果について書面により知らせることをいう。
- 通知とは、発注者または監督職員と受注者または現場代理人の間で、監督職員が受注者に対し、または受注者が監督職員に対し、工事の施工に関する事項について、書面により互いに知らせることをいう。
- 連絡とは、監督職員と受注者または現場代理人の間で、監督職員が受注者に対し、または受注者が監督職員に対し、契約書第18条に該当しない事項または緊急で伝達すべき事項について、口頭、ファクシミリ、電子メールなどの署名または押印が不要な手段により互いに知らせることをいう。

なお、後日書面による連絡内容の伝達は不要とする。
- 受理とは、契約図書に基づき受注者の責任において監督職員に提出された書面を監督職員が受け取り、内容を把握することをいう。
- 確認とは、契約図書に示された事項について、監督職員等が臨場若しくは請負者が提出した資料により、監督職員がその内容について契約図書との適合を確かめ、受注者に対して認めることをいう。
- 把握とは、監督職員等が臨場若しくは請負者が提出又は提示した資料により施工状況、使用材料、提出資料の内容等について、監督職員が契約図書との適合を自ら認識しておくことをいい、受注者に対して認めるものではない。
- 立会いとは、契約図書に示された項目について、監督職員等が臨場し、内容を確かめることをいう。

（契約図書と書面）
- 契約図書とは、契約書、共通仕様書[11]、特記仕様書[12]、図面[13]、現場説明書[14]及び現場説明に対する質問回答書[15]をいう。また、土木工事においては、工事数量総括表[16]を含むものとする。
- 書面とは、手書き、印刷物等による工事打合せ簿等の工事帳票[17]をいい、発行年月日を記載し、署名または押印したものを有効とする。

### 代理人による契約書などへの記名押印（参考）
代理人によって契約締結などする場合、
1. 請負人の住所及び氏名[18]、
2. 代理人の住所、
3. 代理人の肩書き（現場代理人）を記入し、代理人の署名または記名押印をする。[19]

（書面には、何者の代理であるかを明らかにするため、請負人の名を記入する方が客観的に確実であり妥当。）
例）□□建設株式会社
現場代理人 ◇◇ ◇◇ 印

### 現場代理人の現状
現場代理人に選任された者が兼任する他の職務との混同、建設業法の施工体制台帳や再下請負通知書など書類の空欄を埋めるための実態が伴わない記名など、現場代理人への代理権授与行為の事実がない、または現場代理人に代理権を授与された自覚がないものや、請負契約に係る請負人の法律行為の定めがない契約などにおける現場代理人の職務内容の思い込みによる行為の行使（無権代理、代理権の濫用）や、発注者の担当監督職員の理解不足により、書面への請負人本人の記名押印（いわゆる角印や丸印の押印）や、その書面を現場代理人から直接届出させるよう指図するなど使者との混同が見受けられる。
また、請負人または請負人の現場代理人による見積条件と実際の施工条件が異なった場合における通知などについて、発注者または発注者の監督職員の都合により、受付を拒否（無視）または受け付けた書面を破棄あるいは差し替えを指図されるなど実務においても問題がある。
なお、現場代理人に限らず、直接の雇用関係にない請負人の作業中の労働者への工事を施工させるための指示・管理などにあたる行為（当該請負人の職長や作業主任者の職務）は、労働基準法第6条、第24条、職業安定法第44条、労働者派遣法第4条第1項に接触する。（民法第623条、第632条）

### 労災保険関係成立票の事業主の代理人
事業主が、自ら行うべき労働保険事務の全部又は一部を行わせるための代理人を選任し、労働保険代理人選任・解任によって事前に提出した者を記載したもの掲げたもの。現場代理人である必要はなく、必ずしも選任しなければならないものではない。
選任しない場合は、労災保険関係成立票の事業主の代理人の欄は記入しない。（労働者災害補償保険法施行規則第3条、労働保険の保険料の徴収等に関する法律施行規則第73条）